# Deel (Kleidungsstück)

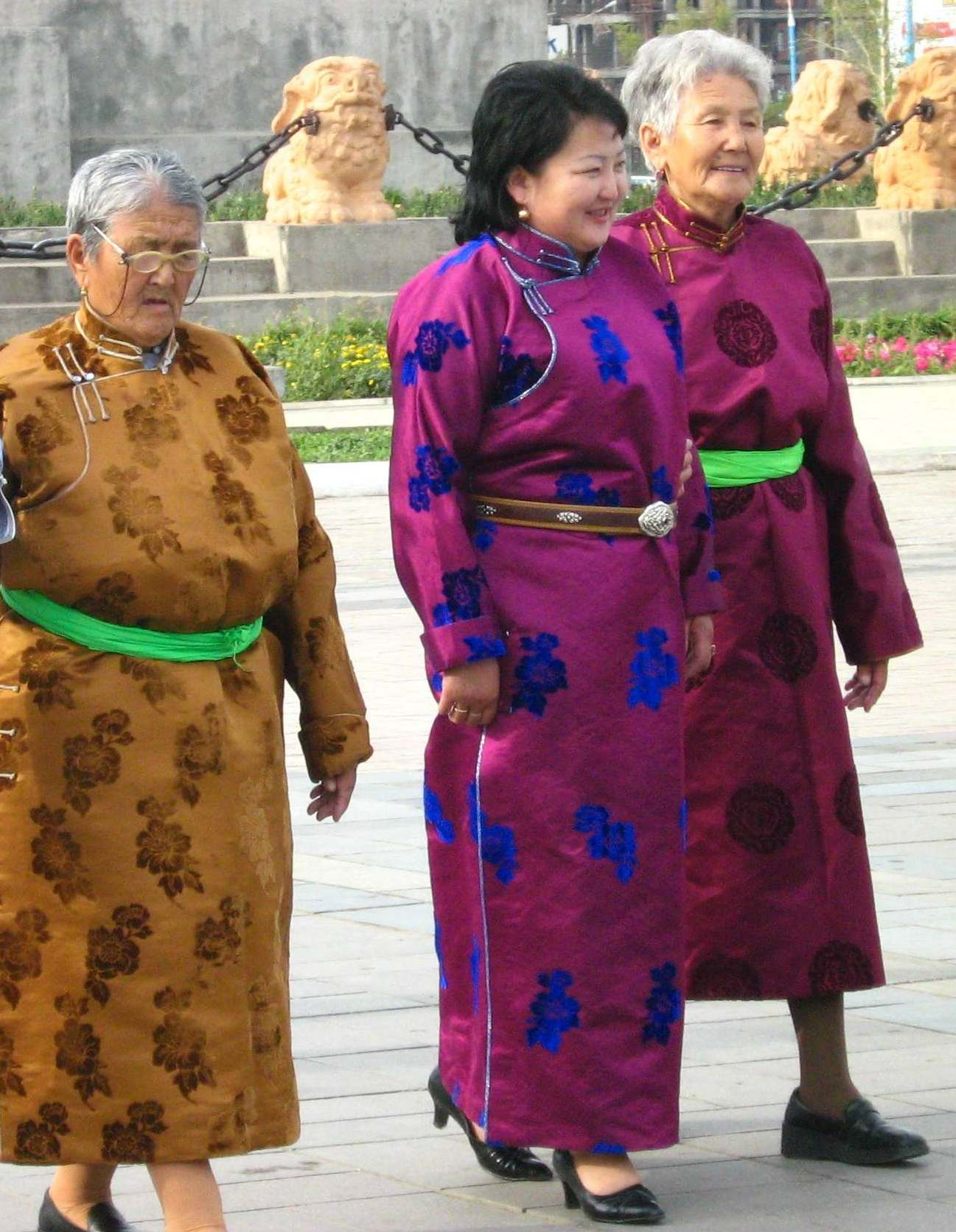
Mongolische Frauen in Deels, Ulaanbaatar, 2007

Ein Deel (mongolisch Дээл [deːɮ], Kleid; burjatisch дэгэл [dɛɡɛɮ]) ist ein traditioneller gewickelter Mantel, der vor allem in der Mongolei sowie von Turk- und Tungusischen Völkern seit Jahrhunderten getragen wird. 
Der Deel wird über der Kleidung getragen, besitzt in der Regel keine Taschen und ist meist aus Baumwolle, Filz oder Seide gefertigt. Geknöpft wird der Deel am Kragen und auf der rechten Seite und ist mit einer Stoff- oder Lederschärpe, dem Bus, zusammen gewickelt. Am Bus können Werkzeuge und andere Dinge des täglichen Bedarfs befestigt werden. Die Schärpe kann bei Männern bis zu sieben Meter lang sein und wird im Uhrzeigersinn um die Hüfte gewickelt. Frauen tragen eine etwa drei Meter lange Schärpe um die Taille. Von Schnitt und Nutzung ähnelt der Deel dem Kaftan oder der Tunika.

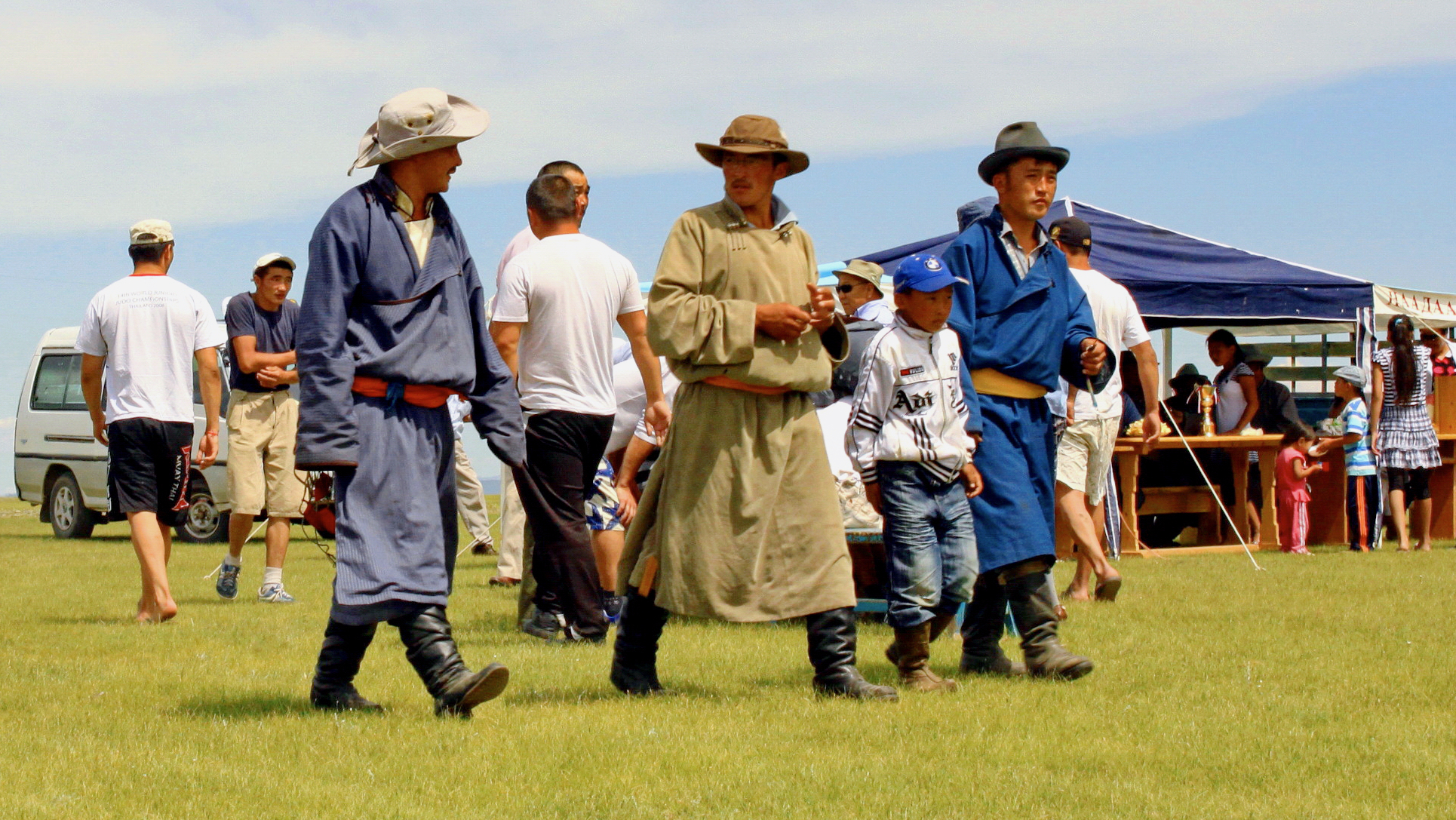
Mongolische Männer in Deels auf einem Naadam-Fest in Charchorin, 2010.

Deels können aus unterschiedlichen Materialien gefertigt sein. Beispielsweise für die wärmeren Jahreszeiten aus Baumwolle oder Seide, oder für den Winter aus Schafleder und mit Pelz gefüttert. Meist besitzen die Ärmel eine Überlänge. Sie werden umgeschlagen und können bei Kälte wärmend über die Hände gestreift werden.
An Aussehen und Beschaffenheit eines Deels kann der Träger einer bestimmten Ethnie und seinem sozialen Stand zugeordnet werden. Heute ist er noch in ländlichen Regionen verbreitet, wo er häufig in Kombination mit Gutul, den traditionell mongolischen Stiefeln, getragen wird. In städtischen Gegenden ist die traditionelle Kleidung weitgehend der westlichen Mode gewichen.